# Walker Kessler
Walker Ross Kessler (ur. 6 lipca 2001 w Atlancie) – amerykański koszykarz, występujący na pozycji środkowego, obecnie zawodnik Utah Jazz.
W 2020 wystąpił w meczach gwiazd amerykańskich szkół średnich – McDonald’s All-American i Nike Hoop Summit. Został też wybrany najlepszym zawodnikiem szkół średnich stanu Georgia (Mr. Georgia Basketball, Georgia Gatorade Player of the Year).
Pochodzi z koszykarskiej rodziny. Jego ojciec Chad, następnie wujek Alec i brat Houston grali w koszykówka na University of Georgia. Wuj Alec Kessler został wybrany w drafcie NBA 1990 roku z numerem 12 przez Houston Rockets. W latach 1990–1994 występował w klubie Miami Heat.

## Osiągnięcia
Stan na 18 lutego 2024, na podstawie, o ile nie zaznaczono inaczej.

### NCAA
- Uczestnik rozgrywek:
  - II rundy turnieju NCAA (2022)
  - turnieju NCAA (2021, 2022)
- Mistrz sezonu regularnego konferencji Southeastern (SEC – 2022)
- Obrońca roku:
  - NCAA (2022 według NABC i kapituły Naismitha)[7]
  - konferencji SEC (2022)
- Zaliczony do:
  - I składu:
    - SEC (2022)
    - defensywnego SEC (2022)

  - III składu All-American (2022 przez AP, USBWA, Sports Illustrated)
- Zawodnik kolejki:
  - NCAA (2.01.2022 według USBWA)
  - konferencji SEC (3.01.2022, 24.01.2022, 14.02.2022)
- Najlepszy pierwszoroczny zawodnik kolejki konferencji ACC (1.03.2021)
- Lider:
  - NCAA w liczbie bloków (2022 – 155)
  - SEC w:
    - skuteczności rzutów za 2 punkty (2022 – 70,2%)
    - średniej bloków (2022 – 4,6)
    - liczbie bloków (2022 – 155)

### NBA
- Zaliczony do I składu debiutantów NBA (2023)[8]
- Zwycięzca drużynowego:
  - konkursu Skills Challenge (2023)[9]
  - turnieju Panini Rising Stars (2024 – Team Jalen)[10]

### Reprezentacja
- Uczestnik mistrzostw świata (2023 – 4. miejsce)[11]